# Deep Thoughts
Deep Thoughts — дев'ятий студійний альбом американського репера Lil Durk, виданий лейблом Alamo Records 28 березня 2025 р. Початкова дата випуску: 18 жовтня 2024 року, відтоді реліз відкладали чотири рази через арешт виконавця в жовтні за звинуваченням у замовному вбивстві. На обидві обкладинки, початкову й остаточну, також зроблено анімаційні версії для Apple Music.

## Передісторія та просування
11 грудня 2023 року Дерк оголосив про початок роботи над своїм наступним альбомом. 22 січня 2024 року репер повідомив, що ним стане Love Songs 4 the Streets 3. 23 лютого видано сингл «Old Days», а 28 червня — «Went Hollywood for a Year».
25 вересня випущено провідний сингл «Turn Up a Notch». Після виходу другого окремку, «Monitoring Me», 4 жовтня, передбачуваний список пісень Love Songs 4 the Streets 3 виявився фейком. Одночасно з релізом синглу Дерк оголосив про вихід альбому 18 жовтня.
24 жовтня Дерка заарештували у зв'язку зі справою про вбивство на замовлення, мішенню якого був американський репер Quando Rondo. Останній, як вислід, втратив двоюрідного брата, Севіея «Lul Pabb» Робінсона. Стрілянина нібито була помстою за смерть King Von, близького друга Дерка. Арешт відклав реліз до 2025 року. 17 березня 2025 року випустили трейлер, в якому Дерк із в'язниці розмовляє з продюсерами, що завершують альбом. Заявлено дату виходу, 28 березня.

## Список пісень
| #   | Назва                                   | Автор | Продюсер(и)                                                | Тривалість |
| --- | --------------------------------------- | --- | ---------------------------------------------------------- | ---------- |
| 1.  | «Shaking When I Pray»                   | |                                                            | 3:02       |
| 2.  | «Keep on Sippin»                        | |                                                            | 3:01       |
| 3.  | «They Want to Be You» (з участю Future) | |                                                            | 2:47       |
| 4.  | «Soul Bleed»                            | |                                                            | 2:07       |
| 5.  | «1000 Times» (з участю Lil Baby)        | |                                                            | 3:23       |
| 6.  | «Turn Up a Notch»                       | Бенкс Джошуа Луеллен Меттью-Кайл Браун                                                                                   | Southside Smatt Sertified                                  | 2:21       |
| 7.  | «Vanish Mode»                           | |                                                            | 2:03       |
| 8.  | «Monitoring Me»                         | Бенкс Луеллен | Southside                                                  | 2:24       |
| 9.  | «Untouchable»                           | |                                                            | 1:52       |
| 10. | «Notebook (No Hook)»                    | |                                                            | 2:33       |
| 11. | «Can't Hide It» (з участю Jhené Aiko)   | Бенкс Джене Айко Чіломбо Стівен Шеффер Ейдан Кротінґер Бенджамін Леві Гакан Акіол Маґнус Гойберґ Метті Мічна Міно Дреруп | Crotinger Benny Blanco Cashmere Cat Hakz Michna Saint Mino | 2:42       |
| 12. | «Wonderin Again»                        | | 2:08                                                       |            |
| 13. | «Late Checkout» (з участю Hunxho)       | Бенкс Лілі Кеплен Максвелл Їґер Тейворіс Джейвон Голліс-мл.                                                              | Vory Kaplan Yegr                                           | 3:45       |
| 14. | «Think You Glowed»                      | |                                                            | 2:55       |
| 15. | «Opportunist»                           | Бенкс Девонте Ричмонд Деметрісис Белл-мл.                                                                                | DJ Bandz Magic                                             | 2:36       |
| 16. | «Alhamdullillah»                        | |                                                            | 2:38       |
| 17. | «Deep Depression»                       | |                                                            | 2:49       |